# Ribero
Ribero is een gemeente in de Venezolaanse staat Sucre. De gemeente telt 66.000 inwoners. De hoofdplaats is Cariaco.